# Emilie Heyduková-Reinerová
Emilie Heyduková-Reinerová v matrice Emilia Františka Josefa Reiner (4. října 1858 Písek – 30. prosince 1935) byla česká sociální pracovnice.

## Životopis
Některé zdroje uvádějí chybné datum narození 3. října 1859. Rodiče Emilie byli Petr Reiner (1818), měšťan a mistr koželužský v Písku č. 98 a Teresia Reiner-Štegl ze Strakonic (1822), svatbu měli 12. 4. 1842. Měla čtyři sourozence: Franze (1845), Marii (1847), Theresii (1852) a Augustina (1862).
Navštěvovala vyšší dívčí školu v Písku. 1. září 1877 se provdala za svého učitele kreslení a krasopisu básníka Adolfa Heyduka (1835–1923). Měli spolu dcery Jarmilu a Ludmilu, obě ale zemřely brzy po narození. Obor její činnosti byl sociální péče. Od roku 1900 byla předsedkyní vlastenecké korporace paní a dívek "Světlá" v Písku. V té době zde pracovaly např. Vilma Seidlová jako místopředsedkyně nebo Anna Husová jako jednatelka. V letech 1886–1912 také pracovala ve výboru Matice školské v Písku.
Bydlela v Písku. Je pohřbena v Praze na Vyšehradském hřbitově.